# Kabinett Freycinet III

Charles de Freycinet war von 1879 bis 1880, 1882, 1886 und von 1890 bis 1892 Premierminister Frankreichs

Das dritte Kabinett Freycinet war eine Regierung der Dritten Französischen Republik. Es wurde am 7. Januar 1886 von Premierminister (Président du Conseil) Charles de Freycinet gebildet und löste das Kabinett Brisson I ab. Es blieb bis zum 11. Dezember 1886 im Amt und wurde daraufhin vom Kabinett Goblet abgelöst.
Dem Kabinett gehörten Vertreter der Union des gauches (UG), der Union républicaine (UR) und der Gauche radicale (GRad) an.

## Kabinett
Dem Kabinett gehörten folgende Minister an:
| Amt                                  | Name                            | Gruppe | Beginn der Amtszeit             | Ende der Amtszeit                  |
| ------------------------------------ | ------------------------------- | ------ | ------------------------------- | ---------------------------------- |
| Premierminister                      | Charles de Freycinet            | UG     | 7. Januar 1886                  | 11. Dezember 1886                  |
| Außenminister                        | Charles de Freycinet            | UG     | 7. Januar 1886                  | 11. Dezember 1886                  |
| Siegelbewahrer und Justizminister    | Charles Demôle                  | UR     | 7. Januar 1886                  | 11. Dezember 1886                  |
| Innenminister                        | Ferdinand Sarrien               | UG     | 7. Januar 1886                  | 11. Dezember 1886                  |
| Kriegsminister                       | Georges Boulanger               |        | 7. Januar 1886                  | 11. Dezember 1886                  |
| Minister für Marine                  | Théophile Aube                  |        | 7. Januar 1886                  | 11. Dezember 1886                  |
| Minister für öffentlichen Unterricht | René Goblet                     | UG     | 7. Januar 1886                  | 11. Dezember 1886                  |
| Finanzminister                       | Marie François Sadi Carnot      | UG     | 7. Januar 1886                  | 11. Dezember 1886                  |
| Landwirtschaftsminister              | Jules Develle                   | UR     | 7. Januar 1886                  | 11. Dezember 1886                  |
| Minister für Handel und Industrie    | Édouard Lockroy                 | GRad   | 7. Januar 1886                  | 11. Dezember 1886                  |
| Minister für öffentliche Arbeiten    | Charles Baïhaut Édouard Millaud | UR UG  | 7. Januar 1886 4. November 1886 | 4. November 1886 11. Dezember 1886 |
| Minister für Post und Telegrafie     | Félix Granet                    | GRad   | 7. Januar 1886                  | 11. Dezember 1886                  |

### Unterstaatssekretäre
Dem Kabinett gehörten folgende Sous-secrétaires d'État an:
| Amt                                     | Name               | Gruppe | Beginn der Amtszeit | Ende der Amtszeit |
| --------------------------------------- | ------------------ | ------ | ------------------- | ----------------- |
| Ministerium für öffentlichen Unterricht | Edmond Turquet     | GRad   | 9. Januar 1886      | 5. Dezember 1886  |
| Finanzministerium                       | Paul Peytral       | GRad   | 15. Januar 1886     | 5. Dezember 1886  |
| Ministerium für Marine                  | Amédée de La Porte | GRad   | 15. Januar 1886     | 5. Dezember 1886  |
| Innenministerium                        | Jean Bernard       | UG     | 25. Januar 1886     | 5. Dezember 1886  |

## Historische Einordnung
Im Kabinett Freycinet III war erstmals Georges Boulanger als Kriegsminister vertreten. Boulanger setzte das Gesetz vom 22. Juni 1886 konsequent um, das den Ausschluss von Angehörigen ehemals regierender Familien aus der Armee vorsah. Er betrieb auch eine Revanchepolitik gegen das Deutsche Reich. Am 18. April erließ das Kabinett auf Boulangers Betreiben ein Gesetz, das Spionage generell unter Strafe stellte und mit dem Überwachungsmaßnahmen wie das Carnet B eingeführt wurden.

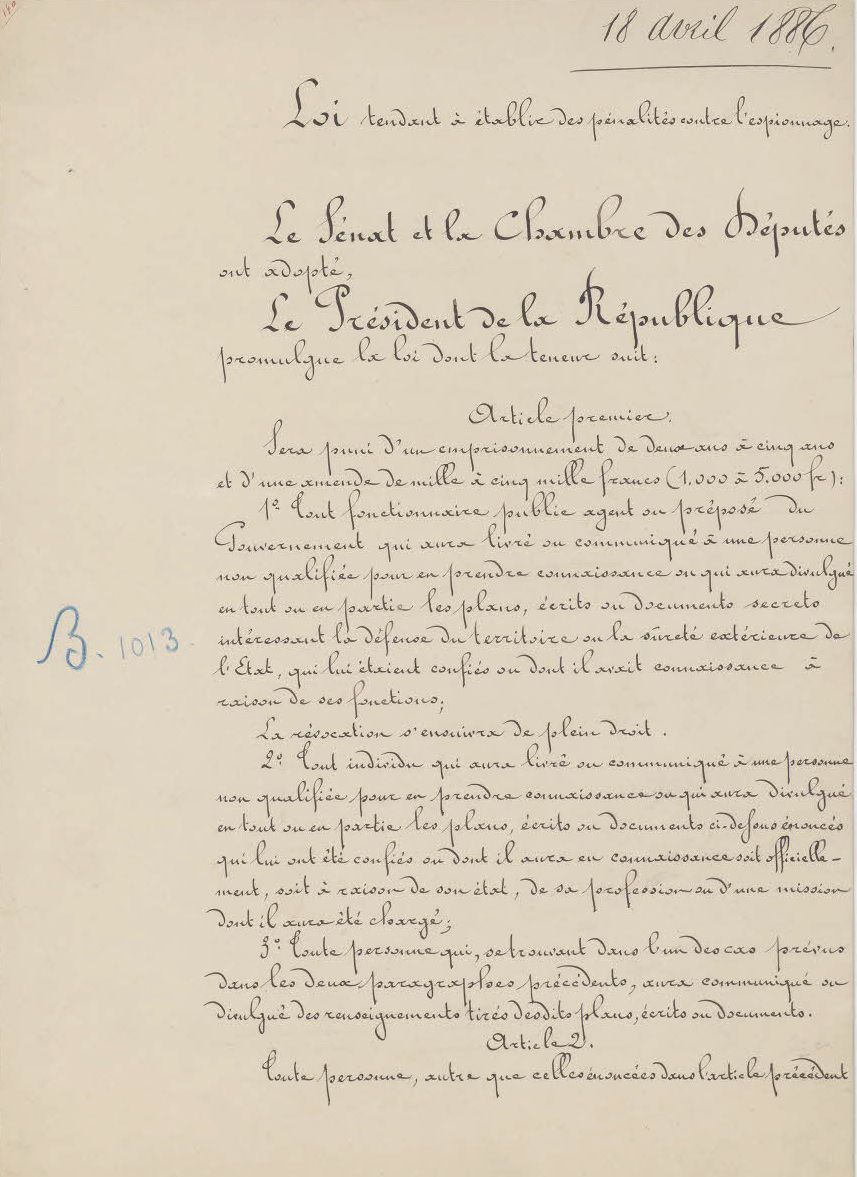
Gesetz vom 18. April 1886 gegen Spionage

Ostermontag und Pfingstmontag wurden zu arbeitsfreien Feiertagen erklärt. Mit Anjouan und Mohéli wurden Ende April 1886 zwei der drei Hauptinseln der Komoren französisches Protektorat. Bildungsminister Goblet führte mit dem Gesetz vom 30. Oktober 1886 die von Jules Ferry begonnene Bildungsreform mit der Säkularisierung der Lehrerschaft fort. Das Kabinett reformierte die Rentenkasse, indem es die Caisse nationale des retraites pour la vieillesse (CNRV) schuf.
Der Streik der Minenarbeiter von Decazeville dauerte 108 Tage; in seiner Folge wurde die Armee in Bereitschaft gesetzt. Er löste Aktionen gewerkschaftlicher Gruppen und von Anarchisten um Louise Michel aus, die zu Verhaftungen führten.
Freycinet trat zurück, nachdem die Abgeordnetenkammer einen Antrag des Abgeordneten Colfavru über die Abschaffung der Unterpräfekten angenommen hatte.